# Gatpojkar
Gatpojkar (norska: Gategutter) är en norsk film från 1949, regisserad av Arne Skouen och Ulf Greber. Manuset är skrivet av Skouen, baserat på hans egen roman med samma namn. Den är Skouens debutfilm.
Filmen skildrar ett gäng gatpojkar som stjäl varor ur lastbilar i Oslos östra arbetarkvarter under 1920-talets storstrejker. Den ses som ett huvudverk inom den norska filmen.

## Rollista
- Tom Tellefsen – Karsten
- Ivar Thorkildsen – Gotfred
- Pål Bang-Hansen – Sofus
- Svein Byhring – Høna
- Per Arne Knobelauch – Reidar (som Per Knobelauch)
- Ella Hval – Karstens mor
- Jack Fjeldstad – Styggen
- Finn Bernhoft – Reidars far
- Ingrid Borthen
- Helge Essmar
- Per Frisli
- Turid Haaland
- Ole Johan Larsen
- Eva Steen
- Stevelin Urdahl
- Einar Vaage
- Carsten Winger
- Harald Aimarsen